# تيبور كوفاتش
تيبور كوفاتش (بالمجرية: Kovács Tibor)‏ هو مهندس كيميائي وسياسي مجري، ولد في 8 سبتمبر 1952 في المجر. حزبياً، نشط في حزب العمال الاشتراكي المجري.